# Desmiphora tristis
Desmiphora tristis är en skalbaggsart som beskrevs av Maria Helena M. Galileo och Martins 2003. Desmiphora tristis ingår i släktet Desmiphora och familjen långhorningar. Inga underarter finns listade i Catalogue of Life.